# حیدرآباد (کنارک)
حیدرآباد یا بورسر حیدری، روستایی در دهستان کهیر بخش کهیر شهرستان کنارک در استان سیستان و بلوچستان ایران است. این روستا، مرکز دهستان کهیر است.

## پیشینه
این روستا در سال ۱۳۵۸ خورشیدی توسط بزرگ روستا، حیدر میرزایی تأسیس شد. اکثر مردمان این روستا مهاجر هستند، و از روستای همجوار بورسر به این مکان مهاجرت کردند.

## جمعیت
بر پایه سرشماری عمومی نفوس و مسکن در سال ۱۳۹۵، جمعیت این روستا برابر با ۸۶۸ نفر (۲۰۰ خانوار) بوده‌است.